# Premiership Rugby 2024-25
La Liga de Inglaterra de Rugby 2024-25, más conocida como Gallagher Premiership 2024-25 (por el nombre de su actual patrocinador), fue la 38.ª edición de la Liga Inglesa de Rugby.

## Sistema de disputa
Los equipos se enfrentaron todos contra todos en condición de local y de visitante, totalizando 24 partidos en la fase regular, además cada equipo tuvo dos fechas libres.
Finalizada la fase regular los cuatro primeros clasificados disputaron la postemporada, consistente en partidos de semifinales y final.
- 4 puntos por una victoria.
- 2 puntos por un empate.
- 1 punto de bonus por perder por 7 puntos o menos.
- 1 punto de bonus por marcar 4 tries o más en un partido.
- 0 puntos por una derrota.

## Equipos participantes
| Equipo             | Entrenador                 | Capitán        | Estadio                     | Capacidad | Ciudad                   |
| ------------------ | -------------------------- | -------------- | --------------------------- | --------- | ------------------------ |
| Bath               | Johann van Graan           | Ben Spencer    | The Recreation Ground       | 14 509    | Bath                     |
| Bristol Bears      | Pat Lam                    | Fitz Harding   | Ashton Gate                 | 27 000    | Bristol                  |
| Exeter Chiefs      | Rob Baxter Ali Hepher      | Dafydd Jenkins | Sandy Park                  | 15 600    | Exeter                   |
| Gloucester         | George Skivington          | Lewis Ludlow   | Kingsholm Stadium           | 16 115    | Gloucester               |
| Harlequins         | Billy Millard Danny Wilson | Alex Dombrandt | Twickenham Stoop            | 14 800    | Twickenham, Gran Londres |
| Leicester Tigers   | Michael Cheika             | Julián Montoya | Mattioli Woods Welford Road | 25 849    | Leicester                |
| Newcastle Falcons  | Steve Diamond              | Callum Chick   | Kingston Park               | 10 200    | Newcastle upon Tyne      |
| Northampton Saints | Phil Dowson Sam Vesty      | George Furbank | Franklin's Gardens          | 15 249    | Northampton              |
| Sale Sharks        | Alex Sanderson Paul Deacon | Ben Curry      | AJ Bell Stadium             | 12 000    | Salford                  |
| Saracens           | Mark McCall Joe Shaw       | Maro Itoje     | StoneX Stadium              | 10 500    | Hendon                   |

## Tabla de posiciones
| Pos. | Equipo             | Encuentros | Encuentros | Encuentros | Encuentros | PB | PB | Puntos |
| Pos. | Equipo             | PJ         | PG         | PE         | PP         | BO | BD | Puntos |
| ---- | ------------------ | ---------- | ---------- | ---------- | ---------- | -- | -- | ------ |
| 1.º  | Bath               | 18         | 14         | 0          | 4          | 15 | 1  | 72     |
| 2.º  | Leicester Tigers   | 18         | 11         | 1          | 6          | 12 | 3  | 61     |
| 3.º  | Sale Sharks        | 18         | 12         | 0          | 6          | 10 | 0  | 58     |
| 4.º  | Bristol Bears      | 18         | 10         | 0          | 8          | 16 | 2  | 58     |
| 5.º  | Gloucester         | 18         | 10         | 0          | 8          | 13 | 3  | 56     |
| 6.º  | Saracens           | 18         | 10         | 0          | 8          | 12 | 4  | 56     |
| 7.º  | Harlequins         | 18         | 8          | 1          | 9          | 10 | 4  | 48     |
| 8.º  | Northampton Saints | 18         | 8          | 0          | 10         | 10 | 2  | 44     |
| 9.º  | Exeter Chiefs      | 18         | 4          | 0          | 14         | 5  | 8  | 29     |
| 10.º | Newcastle Falcons  | 18         | 2          | 0          | 16         | 3  | 2  | 13     |

Pts = Puntos totales; PJ = Partidos Jugados; G = Partidos Ganados; E = Partidos Empatados; P = Partidos Perdidos; PF = Puntos a favor; PC = Puntos en contra; Dif = Diferencia de puntos; PBO = Bonus ofensivos; PBD = Bonus defensivos
|  | Clasificados para semifinales y promovidos para la European Rugby Champions Cup 2025/26. |
|  | Clasificados para la European Rugby Champions Cup 2025/26.                               |
|  | Clasificados para la European Rugby Challenge Cup 2025/26.                               |

## Fase final

### Semifinal
| 6 de junio de 2025 | Bath Rugby | 34 - 20 | Bristol Bears |  |  |

| 7 de junio de 2025 | Leicester Tigers | 21 - 16 | Sale Sharks |  |  |

### Final
| 14 de junio de 2025 | Bath Rugby | 23 - 21 | Leicester Tigers |  |  |

| Bandera de Inglaterra |
| Campeón Bath Rugby    |
| Séptimo titulo        |